# Valley (Contea di Armstrong, Pennsylvania)
Valley è una township degli Stati Uniti d'America, nella contea di Armstrong nello Stato della Pennsylvania. Secondo il censimento del 2000 la popolazione è di 681 abitanti.

## Società

### Evoluzione demografica
La composizione etnica vede una prevalenza della razza bianca (98,97%), seguita quella asiatica (0,44%), dati del 2000.
| township di Valley Popolazione |     |
| 2000                           | 681 |
| Stima al 2009                  | 680 |